# Al Doyle
Alexander John Joseph Doyle (nacido el 28 de agosto de 1980) es un músico británico. Es más conocido como el guitarrista y sintetizador de la banda de electrónica indie británica Hot Chip y de la banda de rock estadounidense LCD Soundsystem . También es miembro fundador de la banda electrónica británica New Build .

## Primeros años de vida
Doyle tomó lecciones de piano y violonchelo desde los 5 o 6 años. Perdió el interés en estos instrumentos cuando empezó a estudiar en la universidad y empezó a aprender por su cuenta otros instrumentos, como la guitarra, la batería y el bajo, y aprendió a crear música con computadoras.  Más tarde, Doyle ganó un lugar en el Sidney Sussex College, Cambridge, para estudiar inglés junto con su futuro compañero de banda de Hot Chip, Felix Martin.  Fue, durante un tiempo, compañero de piso en la universidad del comediante Alex Horne .

## Carrera

### Hot Chip
Doyle se unió a la banda británica de electrónica indie Hot Chip en 2003 antes de la sesión de grabación de su álbum de estudio debut, Coming on Strong (2004).  El cofundador de la banda, Alexis Taylor, lo llamó para invitarlo a unirse a la banda mientras Doyle estaba desempleado y vivía en Londres, y él aceptó.  Sigue siendo miembro de Hot Chip desde el lanzamiento de Freakout/Release (2022), su octavo álbum de estudio. 

### LCD Soundsystem
Poco después del lanzamiento de su álbum de estudio debut homónimo, Doyle se unió a la banda de rock estadounidense LCD Soundsystem como miembro en vivo, como se indica en las notas de su segundo álbum de estudio, Sound of Silver (2007).  Luego tocaría la Yamaha CS-60 y la guitarra en su canción de 2010 "You Wanted a Hit", la sexta pista de su tercer álbum de estudio, This Is Happening (2010).  En 2011, el líder de la banda, James Murphy, anunció que se separarían y que realizarían un espectáculo de despedida en el Madison Square Garden, donde también tocó Doyle en un espectáculo epico de casi cuatro horas.  Sin embargo, la banda se reuniría en 2015 para lanzar un nuevo álbum.  Doyle se convirtió en un miembro de estudio mucho más destacado de la banda durante las sesiones de grabación, recibiendo créditos de composición en siete de las diez pistas del álbum y tocando varios instrumentos, incluidos el piano, el violonchelo, la mandolina arqueada y la batería electrónica.  El álbum, titulado American Dream, fue lanzado el 1 de septiembre de 2017.  Doyle también estaría presente en los próximos conciertos y espectáculos más importantes de la banda como cuando encabezaron el Festival de Música y Artes de Coachella Valley en 2016 y regresarían para el Festival de Glastonbury en 2016 y 2024.

### New Build
Tras la disolución de LCD Soundsystem en 2011,  Doyle creó la banda New Build junto con el miembro de Hot Chip Felix Martin y el ingeniero de audio Tom Hopkins.  El 5 de marzo de 2012, lanzaron su álbum de estudio debut, Yesterday Was Lived and Lost .  Lanzaron un segundo álbum de estudio, Pour It On, el 20 de octubre de 2014. 

## Discografía
Con Hot Chip
- Un paso más fuerte (2004)
- La advertencia (2006)
- Hecho en la oscuridad (2008)
- Una vida en pie (2010)
- En nuestras cabezas (2012)
- ¿Por qué tener sentido? (2015)
- Un baño lleno de éxtasis (2019)

Con LCD Soundsystem
- This Is Happening (2010)
- American Dream (álbum de LCD Soundsystem) (2017)
- Electric Lady Sessions (2019)

Con New Build
- Ayer se vivió y se perdió (2012)
- Viértelo (2014)